# Świadkowie Jehowy w Indonezji
Świadkowie Jehowy w Indonezji – społeczność wyznaniowa w Indonezji, należąca do ogólnoświatowej wspólnoty Świadków Jehowy, licząca w 2023 roku 31 023 głosicieli, należących do 491 zborów. Na dorocznej uroczystości Wieczerzy Pańskiej w 2023 roku zgromadziło się 61 059 osób. Działalność miejscowych głosicieli nadzoruje Biuro Oddziału w Dżakarcie.

## Historia

### Początki
W roku 1931 Frank Rice (zm. 1986), Świadek Jehowy z Australii skierowany przez Alexandra MacGillivraya, sługę australijskiego oddziału, rozpoczął działalność kaznodziejską w Batavii (od 1942 roku Dżakarta) w Holenderskich Indiach Wschodnich (od roku 1949 Indonezja). W miejscu swojego zamieszkania utworzył on skład literatury biblijnej. Wkrótce dzięki pomocy nauczyciela, który zainteresował się wierzeniami Świadków Jehowy, przetłumaczono na język indonezyjski broszurę „Gdzie są umarli?”. W listopadzie 1931 roku dołączyli do niego dwaj kolejni pionierzy z Australii, Clem Deschamp (ur. 1906) i Bill Hunter (ur. 1912). Przywieźli ze sobą samochód mieszkalny i rozpoczęli działalność w głównych miastach Jawy. Deschamp został nadzorcą składu literatury Towarzystwa Strażnica w Batavii.
W 1933 roku pierwszym miejscowym Świadkiem Jehowy został Theodorus (Theo) Ratu, który pomagał w składzie literatury w Batavii. Później wraz z Billem Hunterem wyruszył w podróż ewangelizacyjną po Jawie. W roku 1933 stacja radiowa w Dżakarcie zaczęła nadawanie w języku angielskim nagranych przemówień Josepha F. Rutherforda. Wykłady te były także odczytywane w języku holenderskim. Nagrania wykładów do rozgłośni dostarczał De Schumaker. Po wyemitowaniu dobitnego wykładu „Wpływ roku świętego na pokój i dobrobyt” został on przez miejscowych duchownych oskarżony o „zniesławianie, wyszydzanie i wrogość” i choć odparł te zarzuty, nakazano mu zapłacić grzywnę w wysokości 25 guldenów.
15 lipca 1935 roku po sześciomiesięcznej podróży dotarła do Batavii łódź Lightbearer (Nosiciel światła), należąca do Towarzystwa Strażnica, z siedmioma pionierami gotowymi głosić na terenie dzisiejszej Indonezji, Singapuru i Malezji (wtedy Malajów). W roku 1935 na Jawie działalność prowadził pionier z Australii – Charles Harris (członek załogi jachtu Lightbearer), rozpowszechniając duże ilości publikacji biblijnych. Do załogi jachtu na pewien czas dołączył Theo Ratu. Wpływali oni do niewielkich portów i przez głośniki odtwarzali jedno z przemówień J.F. Rutherforda. Działalność tę prowadzono przez jakieś dwa lata, po czym w grudniu 1937 roku jacht Lightbearer powrócił do Australii.
W 1936 roku w okolicach jeziora Toba na Sumatrze literaturę biblijną rozpowszechniał pionier Eric Ewins (kapitan jachtu Lightbearer), rozpoczynając w ten sposób działalność wśród Bataków. Gdy zmienił lokalizację i opuścił ten teren pod koniec lat 30. XX wieku, kilku nauczycieli posiadających publikacje Towarzystwa Strażnica samorzutnie utworzyło tam ruch religijny Bibelkring (niderl. Grupa badaczy Biblii). Grupa ta, licząca w szczytowym okresie setki lub może nawet tysiące osób, odmawiała pozdrawiania flagi, nie obchodziła Bożego Narodzenia czy urodzin, a niektórzy także głosili „od domu do domu”. Jednak pozbawieni łączności ze zborami wprowadzili własne zasady, a w końcu podzieleni na kilka odłamów zaczęli zanikać. Gdy jednak w latach 70. XX wieku Świadkowie Jehowy wznowili działalność na tym terenie, wielu byłych członków Bibelkring przyłączyło się do zborów. W 2010 roku Batakowie tworzyli około 30 zborów Świadków Jehowy.
Pod koniec lat 30. XX wieku w Bandungu powstała grupa Świadków Jehowy, która wkrótce przekształciła się w drugi zbór w kraju. W 1937 roku w całej Indonezji działało 25 Świadków Jehowy.

### Okres II wojny światowej
Gdy w kraju wzmogły się nastroje wojenne, władze kolonialne, wcześniej tolerujące działalność Świadków Jehowy, zakazały rozpowszechniania kilku publikacji biblijnych. W styczniu 1939 roku ukazał się pierwszy numer czasopisma „Pociecha” (obecnie „Przebudźcie się!”) w języku indonezyjskim, wydrukowany w Batavii przez firmę komercyjną. W krótki czas później ukazał się pierwszy indonezyjski numer „Strażnicy”. W maju 1940 roku ustały dostawy literatury biblijnej z Holandii okupowanej przez Niemcy. Zakupiono małą prasę, na której samodzielnie drukowano literaturę, a w roku 1940 dotarła duża maszyna płaska, na której drukowano broszury i czasopisma w językach indonezyjskim i holenderskim.
28 lipca 1941 roku wszystkie publikacje Świadków Jehowy zostały objęte zakazem przez władze kolonialne. Ze względu na zbliżającą się wojnę pionierom zagranicznym polecono wrócić do Australii; w kraju pozostała niewielka grupa głosicieli. Na początku 1942 roku Indonezja znalazła się pod okupacją cesarskiej Japonii. Ponieważ Świadkowie Jehowy zachowywali neutralność, niektórych zmuszono do ciężkiej pracy przy budowie dróg lub czyszczeniu rowów, a innych wtrącono do obozów i torturowano – trzy osoby zmarły.
W trakcie okupacji pochodząca z Holandii Johanna Harp tłumaczyła kolejne wydania „Strażnicy” oraz książkę „Zbawienie” z języka angielskiego na holenderski. Publikacje te były następnie powielane i dostarczane głosicielom na Jawie. Świadkowie Jehowy spotykali się w małych grupach i podejmowali ostrożną działalność kaznodziejską. W czasie wojny 6 osób zostało ochrzczonych.

### Okres powojenny
Po zakończeniu wojny do Indonezji zaczęła docierać literatura biblijna. Wkrótce dziesięcioosobowa grupa głosicieli w Dżakarcie wznowiła tłumaczenie publikacji na język indonezyjski. W 1945 roku przywódcy ruchu narodowowyzwoleńczego ogłosili niepodległość, co wywołało trwający cztery lata okres walk zbrojnych przeciw holenderskim rządom kolonialnym. W sumie przez blisko 10 lat do 1950 roku działalność kaznodziejska Świadków Jehowy napotykała na trudności powodowane różnymi konfliktami.
W 1951 roku do Dżakarty przybył Peter Vanderhaegen, pierwszy w Indonezji misjonarz, który ukończył Szkołę Gilead. Do końca roku przybyło 13 kolejnych misjonarzy pochodzących z Australii, z Niemiec i z Holandii. Przybycie misjonarzy sprawiło, że liczba głosicieli w kraju niemal się podwoiła. Dzięki ich gorliwej działalności w ciągu roku liczba głosicieli wzrosła z 34 do 91 osób. 1 września 1951 roku w centrum Dżakarty otwarto Biuro Oddziału, a Ronald Jacka (ur. 1928) został sługą oddziału. Usługiwał w tym charakterze ponad 25 lat.
Grupę głosicieli działających w Manado (dzisiejsza prowincja Celebes Północny), którą założył Theo Ratu z żoną, w listopadzie 1951 roku odwiedził Peter Vanderhaegen. W roku 1953 Peter Vanderhaegen został nadzorcą obwodu, który obejmował cały kraj. W roku 1952 utworzono dom misjonarski w Surabai na Jawie Wschodniej, gdzie zamieszkało ośmioro misjonarzy. Po trzech latach zbór w tym mieście liczył 75 głosicieli. Na kilku innych wyspach pojawili się pierwsi zainteresowani.
W 1951 roku przetłumaczono na język indonezyjski książkę Niech Bóg będzie prawdziwy. Ze względu na przeprowadzoną reformę pisowni, która porzuciła elementy inspirowane ortografią holenderską, książkę przetłumaczono ponownie. Wkrótce po opublikowaniu cieszyła się ona dużym zainteresowaniem czytelników. W 1953 roku, po 12 latach przerwy, w nakładzie 250 egzemplarzy ukazało się wydanie „Strażnicy” w języku indonezyjskim odbite na powielaczu w Biurze Oddziału. Miało ono 12 stron i zawierało jedynie artykuły do studium. Trzy lata później indonezyjska „Strażnica” miała 16 stron, a była drukowana przez firmę komercyjną w nakładzie 10 tysięcy egzemplarzy. W 1957 roku zaczęto wydawać miesięczne wydanie „Przebudźcie się!” w nakładzie 10 tysięcy kopii.
Na początku lat 60. duchowni różnych wyznań na wiele sposobów próbowali ograniczyć działalność Świadków Jehowy. W dniach od 15 do 18 sierpnia 1963 roku w Bandungu zorganizowano kongres międzynarodowy pod hasłem „Wiecznotrwała dobra nowina”. Uczestniczyło w nim 752 osoby, w tym 122 delegatów z zagranicy, a 34 osoby zostały ochrzczone. Wśród delegatów byli również członkowie zarządu Towarzystwa Strażnica, Frederick W. Franz oraz Grant Suiter. 9 lipca 1964 roku zostało zarejestrowane „Stowarzyszenie Badaczy Pisma Świętego”, korporacja prawna, którą posługiwali się Świadkowie Jehowy w Indonezji. 11 maja 1968 roku Świadkowie Jehowy zostali uznani prawnie i uzyskali potwierdzenie prawa do prowadzenia działalności w Indonezji. W roku 1968 w kraju działało około 300 misjonarzy oraz pionierów specjalnych, a także przeszło 1200 głosicieli.

### Zakaz działalności
W 1974 roku Dyrekcja Generalna ds. Wspierania Wspólnot Chrześcijańskich wznowiła trwającą od dłuższego czasu kampanię, której celem było wprowadzenie zakazu działalności Świadków Jehowy. W połowie grudnia 1976 roku rząd wprowadził zakaz działalności Świadków Jehowy, a 24 grudnia został on opublikowany w prasie. Zapas literatury oraz poufne dokumenty zostały przeniesione do mieszkań prywatnych, a obiekty Biura Oddziału sprzedano bez rozgłosu. Samo Biuro Oddziału zorganizowano w nieznanym ogółowi miejscu. W związku z presją władz wywieraną na nadzorców, aby zaprzestali działalności głoszenia, kraj odwiedził członek Ciała Kierowniczego John C. Booth.
W 1977 roku Ministerstwo ds. Religii odmówiło przedłużenia misjonarzom Świadków Jehowy wiz, wskutek czego w kraju pozostało tylko troje misjonarzy (Peter Vanderhaegen i Len Davis pozostali ze względu na podeszły wiek, a Marian Tambunan [z domu Stoove] ponieważ wyszła za mąż za Indonezyjczyka). Na wielu wyspach rozpoczęła się fala aresztowań i przesłuchań. W mieście Waingapu na wyspie Sumba doszło do brutalnego znęcania się nad grupą 23 Świadków Jehowy, trwającego 11 dni. Biuro Oddziału drogą telegraficzną wystosowało protest do komendanta w Waingapu, jak również do wysokich rangą dowódców wojskowych na Timorze i na Bali, wskutek czego komendant był zmuszony zaprzestać swoich działań.
W okresie zakazu 93 osoby skazano na kary więzienia od 2 miesięcy do 4 lat. W pewnym rejonie wielu wybito przednie zęby. Jednak takie metody odnosiły przeciwny skutek. Cierpienia gruntowały postawę Świadków Jehowy, by trwać przy swoich wierzeniach. W czasie zakazu zebrania organizowano w mieszkaniach prywatnych, a zaślubiny wykorzystywano jako okazje do urządzania większych zgromadzeń. W 1983 roku pod pretekstem jednoczesnego ślubu kilku par na stadionie w Dżakarcie przedstawiono część programu zgromadzenia pod hasłem „Jedność dzięki Królestwu”. Uczestniczyło w nim blisko 4 tysiące osób, a przed programem potajemnie ochrzczono 125 osób. Gdy po pewnym czasie zakaz zelżał, urządzano jeszcze większe zgromadzenia – w największym uczestniczyło ponad 15 tysięcy osób.
W latach 80. i 90. Biuro Oddziału wielokrotnie wnosiło prośbę do rządu o zniesienie zakazu działalności, jednak Dyrekcja Generalna ds. Wspierania Wspólnot Chrześcijańskich za każdym razem udaremniała te starania. W 1990 roku postanowiono wznieść na uboczu nową siedzibę Biura Oddziału. Projekt przygotowało Bruklińskie Biuro Konstrukcyjne oraz Regionalne Biuro Projektowe w Australii, a podczas dwuletniej realizacji projektu wzięło w nim udział około 100 fachowców z wielu krajów. 19 lipca 1996 roku otwarto nowe Biuro Oddziału w Ciawi koło Bogor, w odległości 40 km od Dżakarty. Uroczyste przemówienie wygłosił członek Ciała Kierowniczego John E. Barr. Wysłuchało go 285 osób, w tym 118 przedstawicieli Biur Oddziałów i 59 członków indonezyjskiej rodziny Betel. Po tej uroczystości w Dżakarcie odbył się dwudniowy kongres pod hasłem „Posłańcy pokoju Bożego”, w którym uczestniczyły 8793 osoby. W tym czasie w kraju działało 12 tysięcy głosicieli.
W 1999 roku kongres pod hasłem „Prorocze słowo Boże” zorganizowano w 8 miastach. W Dżakarcie obecnych było 15 666 osób z całego kraju, a na miejscu zgromadzenia po raz pierwszy można było oficjalnie zorganizować chrzest. Ogłoszono na nim również wydanie Pisma Świętego w Przekładzie Nowego Świata w języku indonezyjskim. Przekład ten był efektem siedmiu lat pracy translatorskiej prowadzonej w warunkach zakazu.

### Uchylenie zakazu

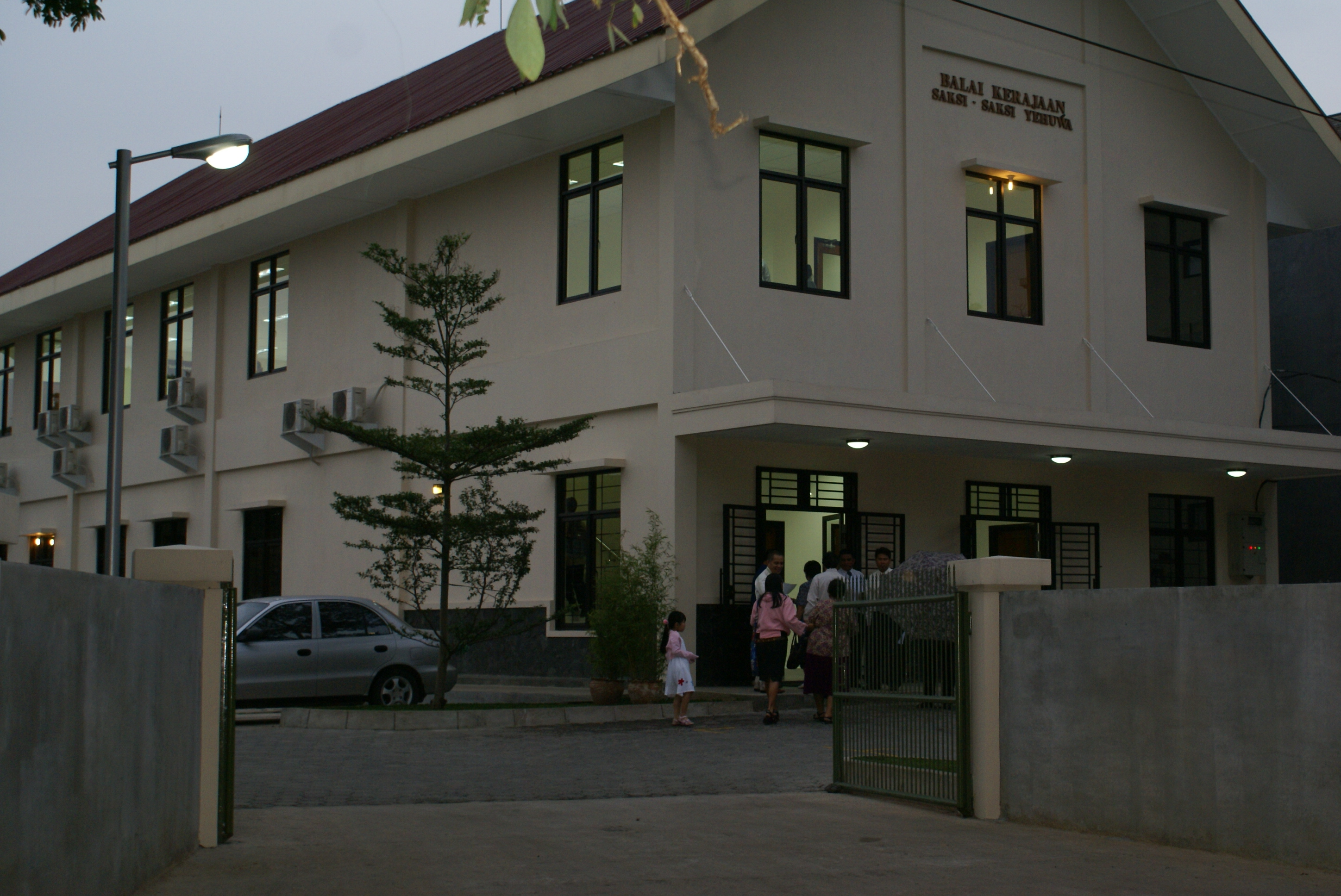
Sala Królestwa w Bandungu

Gdy ustąpił prezydent Suharto, wzmożono starania, by doprowadzić do legalizacji działalności. W 2001 roku indonezyjski sekretarz stanu Djohan Effendi podczas wizyty w Nowym Jorku zwiedził Biuro Główne Świadków Jehowy oraz spotkał się z trzema członkami Ciała Kierowniczego. 1 czerwca 2001 roku prokurator generalny Indonezji, Marzuki Darusman, uchylił zakaz działalności. Decyzję o zniesieniu zakazu przekazał Tagorowi Hutasoitowi, który 25 lat wcześniej w tym samym biurze odebrał decyzję o delegalizacji. 22 marca 2002 roku Świadkowie Jehowy w Indonezji zostali oficjalnie zarejestrowani przez Ministerstwo ds. Religii. Do Indonezji mogli powrócić misjonarze.
W 2005 roku w wyniku trzęsienia ziemi na Sumatrze zniszczone zostało miasto Gunungsitoli na pobliskiej wyspie Nias. Świadkowie Jehowy zorganizowali pomoc humanitarną, wysyłając w krótkim czasie artykuły pierwszej potrzeby dla poszkodowanych. W roku 2005 Biuro Oddziału wdrożyło dwa szkolenia: Kurs Usługiwania oraz Kurs dla Nadzorców Podróżujących, z których skorzystali pionierzy specjalni i nadzorcy obwodów.
W związku z pilną potrzebą budowy Sal Królestwa po okresie zakazu w Biurze Oddziału powołano Sekcję Budowy Sal Królestwa. Pierwsza nowo wybudowana Sala powstała w mieście Gunungsitoli na wyspie Nias w 2001 roku. W latach 2001–2015 w Indonezji wzniesiono ponad 100 Sal Królestwa. W 2009 roku w Indonezji korzystano z 57 Sal Królestwa, 12 dalszych było w trakcie budowy, a około 150 planowano wybudować. Projekty budowlane koordynowały trzy składające się z wolontariuszy Regionalne Komitety Budowlane: 1. Sumatra, 2. Jawa i Borneo, 3. Celebes, Bali, Nusa Tenggara, Moluki i Papua.
14 września 2007 roku w mieście Jambi na Sumatrze powstał pierwszy zbór indonezyjskiego języka migowego.
W 2010 roku Indonezję odwiedził członek Ciała Kierowniczego Stephen Lett, który udzielił wielu zachęt. W 2011 roku w Indonezji działało około 22 500 głosicieli, w tym 1267 pionierów i 31 misjonarzy – absolwentów Szkoły Gilead (ostatnia grupa przybyła w 2011 roku). W roku 2011 Świadkowie Jehowy wydali w indonezyjskim języku migowym pierwsze publikacje. W tym samym roku utworzono pierwszy w kraju obwód języka migowego.
W roku 2014 działało 2451 pionierów stałych oraz 369 pionierów specjalnych.
Od 2010 roku tłumaczy się również literaturę biblijną na indonezyjski język migowy, w tym wiele filmów o tematyce biblijnej. W roku 2015 w Indonezji działały 23 zbory i grupy języka migowego. Rok później w mieście Medan w prowincji Sumatra Północna zorganizowano kongres w indonezyjskim języku migowym. Uczestniczyło w nim 300 osób, w 2015 roku powołano do istnienia Biuro Tłumaczeń indonezyjskiego języka migowego.
14 lutego 2015 roku oddano do użytku nowe Biuro Oddziału w Dżakarcie i z tej okazji zorganizowano specjalne zgromadzenie, którego program transmitowano do 30 miejsc. Biuro Oddziału zajmuje jedno piętro w 42-kondygnacyjnym biurowcu oraz 12 pięter w pobliskim wieżowcu. Kilka działów biura rozmieszczono w mniejszych budynkach w pobliżu (głównie w 5-kondygnacyjnym biurowcu). W 2015 roku rodzina Betel liczyła 80 osób. Z okazji otwarcia uroczyste przemówienie wygłosił Anthony Morris, wówczas członek Ciała Kierowniczego. Następnego dnia ten sam mówca wygłosił na stadionie przemówienie „Trwajmy w dobrym dziele” do 15 257 słuchaczy. Wykład ten transmitowano do 41 miejsc, w których zebrało się 11 189 osób. Było to największe zgromadzenie Świadków Jehowy w Indonezji.
W 2015 roku w Biurze Oddziału usługiwali: Budi Sentosa Lim, Vincent Witanto Ipikkusuma, Hideyuki Motoi oraz koordynator oddziału Lothar Mihank.
W dniach od 17 do 19 listopada 2017 roku w Dżakarcie odbył się kongres specjalny pod hasłem „Nie poddawaj się!” z udziałem delegacji z Australii, z Filipin, z Japonii, z Malezji, z Nepalu, z Papui-Nowej Gwinei, z Rosji, ze Stanów Zjednoczonych, z Tajlandii i z Wietnamu. W lipcu 2018 roku odbył się kongres specjalny pod hasłem „Bądź odważny!” w Kolombo w Sri Lance z udziałem delegacji z Indonezji.
We wrześniu 2018 roku zorganizowano pomoc humanitarną dla poszkodowanych przez trzęsienie ziemi. W dniach od 18 sierpnia do 2 września 2018 roku w związku z odbywającymi się w stolicy Igrzyskami Azjatyckimi 2018 zorganizowano specjalną kampanię ewangelizacyjną. W 30 miejscach udostępniono publikacje w 21 językach. 12 stycznia 2019 roku z okazji wizyty przedstawiciela Biura Głównego Świadków Jehowy, a zarazem członka Ciała Kierowniczego Geritta Löscha w stołecznym Sentul International Convention Center odbyło się specjalne zgromadzenie. Program był transmitowany do innych miejsc, skorzystało z niego przeszło 31 000 osób.
8 sierpnia 2019 roku Sąd Administracyjny w mieście Samarinda orzekł na korzyść trojga dzieci, które wydalono ze szkoły za odmowę oddawania honorów sztandarowi i śpiewania hymnu państwowego. Sąd nakazał anulowanie tej decyzji i przyjęcie całej trójki z powrotem. W 2019 roku na uroczystości Wieczerzy Pańskiej zebrało się 58 879 osób. Na początku stycznia 2020 roku zorganizowano pomoc dla poszkodowanych przez powódź w Dżakarcie, w połowie stycznia 2021 dla poszkodowanych przez powodzie w prowincjach Borneo Południowe, Celebes Północny i Moluki Północne, w kwietniu 2021 roku dla poszkodowanych przez cyklon Seroja, a w listopadzie 2022 roku przez trzęsienie ziemi w prowincji Jawa Zachodnia.
28 listopada 2020 roku Geoffrey Jackson, członek Ciała Kierowniczego Świadków Jehowy, w nagranym wcześniej przemówieniu, ogłosił wydanie Pisma Świętego w Przekładzie Nowego Świata w językach: batak karo, batak toba, jawajskim i nias. W związku z pandemią COVID-19 zorganizowano specjalne zebranie, które było nadawane w trybie telekonferencji, z którego skorzystało 41 265 osób, w tym ponad 2600 głosicieli posługujących się tymi językami. Poinformowano, że wkrótce w języku sundajskim zostaną wydane Chrześcijańskie Pisma Greckie w Przekładzie Nowego Świata (Nowy Testament). Zostały one wydane w 13 maja 2021 roku. 
W 2021 roku przekroczono liczbę 30 tysięcy głosicieli.
29 maja 2022 roku Daniel Purnomo, członek indonezyjskiego Komitetu Oddziału, ogłosił wydanie Ewangelii według Mateusza i Marka w indonezyjskim języku migowym. Z nagranego wcześniej programu skorzystało 2127 osób. Językiem tym posługuje się 649 głosicieli, należących do 12 zborów oraz 28 grup. W 2024 roku delegacja z Indonezji brała udział w kongresie specjalnym pod hasłem „Głośmy dobrą nowinę!” na Fidżi.
W grudniu 2025 roku w Dżakarcie odbędą się dwa kongresy specjalne pod hasłem „Prawdziwe wielbienie Boga!” z udziałem zagranicznych delegacji m.in. z Australii, Austrii, Birmy, Brazylii, Filipin, Holandii, Indii, Japonii, Kanady, Kolumbii, Luksemburga, Malezji, Niemiec, Nowej Zelandii, Sri Lanki, Stanów Zjednoczonych, Szwajcarii, Tajlandii, Tajwanu i Włoch.
W Indonezji funkcjonuje 227 Sal Królestwa, w których przeprowadza się zebrania zborowe w języku indonezyjskim, indonezyjskim migowym, angielskim, batak karo, batak toba, chińskim, jawajskim, nias i sundańskim.
37 zespołów tłumaczy, liczących 117 osób, w 19 miejscach w różnych zakątkach kraju dokonuje przekładów literatury biblijnej na 25 miejscowych języków spośród 707 języków używanych w Indonezji. Od 2010 roku tłumaczy się również literaturę biblijną na indonezyjski język migowy. W Indonezji działają zbory i grupy języka migowego oraz w 26 innych językach, m.in.: abui, angielskim, balijskim, batak (dairi), batak (karo), batak (simalung), batak (toba), biak, chińskim, dajackim ahe, dajackim ngaju, dajackim tomum, indonezyjskim, hakka (Indonezja), hawu, japońskim, jawajskim (w tym wschodnim), mentawai, nias, sundajskim, tok pisin, toradża i uab meto. W Bogor znajduje się jeden z 17 ośrodków szkoleń biblijnych na świecie.